# Adetli, Aralık
Adetli là một xã thuộc huyện Aralık, tỉnh Iğdır, Thổ Nhĩ Kỳ. Dân số thời điểm năm 2011 là 250 người.